# Van Drunen Schoenfabriek
Van Drunen Schoenfabriek is een Nederlandse schoenfabrikant gevestigd te Drunen. Het werd opgericht in 1913 en wisselde twee keer van naam.

## Geschiedenis
De fabriek werd in 1913 door Gijsbertus van Drunen opgericht in de plaats Drunen, als G. van Drunen & Zn & Co. Het begon met het vervaardigen van herenschoenen. In de daaropvolgende jaren is het bedrijf van vader op zoon doorgegeven en wijzigde de naam naar Durea. De schoenen worden ook in de 21e eeuw nog op ambachtelijke wijze geproduceerd.
De schoenen worden verkocht onder verschillende merknamen. Durea is een damesmerk, terwijl de herenschoenen onder de naam Gijs verkocht worden.
Begin 2017 werd de naam opnieuw gewijzigd, van Durea naar Van Drunen Schoenfabriek.